# ワッペン列車
ワッペン列車（ワッペンれっしゃ）は、1960年代から70年代にかけて国鉄が運行していた座席定員制の列車。

## 概要
1960年代の日本の鉄道では経済成長に伴う、旅客需要の増大によって旧盆や年末年始を中心に長距離列車は深刻な混雑となっていた。そのためこうした時期の乗車においては列車始発駅で数時間の行列をしなければ着席できない状態となっており、座席確保をめぐる乗客同士のトラブルも頻発していた。
一方で、所得水準の向上によって追加の料金を払ってでも着席を確保したいという旅客のニーズに応える必要があった。
こうしたこともあって着席保障のサービスが強く求められていた。
乗客は列車毎の配布されるワッペンを身につけ、このワッペンを付けている乗客は優先的に始発駅で乗車できた。

## 沿革
最初のワッペン列車は1967（昭和42）年2月から運転された新宿発着房総一周の急行「フラワー号」で、この年は春秋に東鉄で24、千鉄（千葉鉄道管理局）で１のワッペン列車が運転されたが、後年は学童用の団体臨（遠足列車）がほとんどになった。

## 主なワッペン列車
時刻表、または国鉄作成のパンフレット情報を元に列挙
＜房総方面＞
- フラワー号
- フラミンゴ号
- つのぶえ号
- まきば号
- 房総パノラマ号
- 大利根・犬吠号
- ケープ犬吠号

＜東海道本線＞
- さくら号
- ケープ真鶴号
- みかん狩り号

＜中央東線方面＞
- 富士五湖号
- マウント富士号
- 吉野観梅号
- 奥多摩号
- 奥多摩もみじ号
- 奥多摩わかば号
- ぶどう狩り号
- 甲州ぶどう号

＜秩父方面（高崎線）＞
（秩父鉄道へ乗り入れ）
- 長瀞号
- グリーン秩父号
- いもほり号
- 赤城白樺号　上野〜前橋

＜筑波山方面（常磐線）＞
- 筑波号（筑波鉄道へ乗り入れ）